# Brad Lukowich
Brad Lukowich (né le 12 août 1976 à Cranbrook dans la province de Colombie-Britannique au Canada) est un joueur professionnel canadien de hockey sur glace. Il évoluait au poste de défenseur. Son père Bernie et son cousin Morris ont également été joueurs de hockey professionnels.

## Biographie
Repêché par les Islanders de New York en 90e position lors du repêchage d'entrée dans la LNH 1994, Brad Lukowich a joué au niveau junior avec les Blazers de Kamloops de la Ligue de hockey de l'Ouest. Il remporte deux fois la Coupe du Président avec les Blazers en 1994 et en 1995 remise aux champions de la LHOu en plus de la Coupe Memorial, qui récompense la meilleure équipe de toute la Ligue canadienne de hockey, lors de ces deux mêmes années. 
Avant d'entamer sa carrière professionnelle, il est échangé en juin 1996 par les Islanders aux Stars de Dallas en retour d'un choix de repêchage. Il débute avec les K-Wings du Michigan, club-école des Stars dans la Ligue internationale de hockey. 
Il fait ses débuts dans la Ligue nationale de hockey en 1997-1998 avec les Stars. La saison suivante, il joue la majorité de la saison avec les K-Wings mais joue 14 matchs de saison régulière ainsi que 8 matchs éliminatoires avec les Stars. Cette année-là, les Stars remportent la Coupe Stanley mais Lukowich n'a pas son nom gravé sur la coupe car il ne répond pas aux exigences (doit jouer au moins la moitié de la saison régulière ou un match de la finale de la Coupe Stanley). Il joue plus de matchs avec les Stars lors de la saison 1999-2000, soit 60. 
Le 12 juin 2000, il est échangé au Wild du Minnesota avec Manny Fernandez en retour de choix de repêchages mais le 25 juin, il est retourné aux Stars par le biais d'un nouvel échange. Il joue deux autres saisons avec les Stars avant d'être échangé au Lightning de Tampa Bay à l'été 2002. Il remporte pour une deuxième fois la Coupe Stanley avec l'équipe 2003-2004 du Lightning.
Il joue la saison 2004-2005, alors qu'un lock-out annule la saison LNH, avec les Brahmas de Fort Worth de la Ligue centrale de hockey. Lors de l'été 2005, il signe en tant qu'agent libre avec l'équipe qui l'a repêché, les Islanders de New York mais ne finit pas la saison 2005-2006 avec l'équipe puisqu'il est échangé aux Devils du New Jersey en mars 2006. Après avoir joué toute la saison 2006-2007 avec les Devils, il retourne en juillet 2007 avec le Lightning en signant un contrat en tant qu'agent libre. 
L'année suivante, il est échangé aux Sharks de San José avec Dan Boyle contre Matt Carle, Ty Wishart et des choix de repêchage. Après avoir joué une saison avec les Sharks, il est une nouvelle fois échangé, mais aux Canucks de Vancouver avec Christian Ehrhoff contre deux espoirs. 
En raison d'un surplus de défenseurs chez les Canucks, il est assigné par l'équipe aux Stars du Texas. Il parvient tout de même à jouer lors de la saison 2009-2010 13 matchs avec les Canucks pour un but et autant d'assistance en plus de jouer 29 parties avec les Stars du Texas. 
Il termine sa carrière en jouant ses deux dernières saisons dans l'organisation des Stars de Dallas où il joue majoritairement dans la LAH avec la filiale des Stars du Texas en plus de jouer cinq matchs avec Dallas en 2010-2011.
Lors de la saison 2013-2014, il a agi en tant qu'entraîneur adjoint des Hurricanes de Lethbridge dans la LHOu.

## Statistiques
| Saison     | Équipe                 | Ligue          |     | Saison régulière | Saison régulière | Saison régulière | Saison régulière | Saison régulière |   | Séries éliminatoires | Séries éliminatoires | Séries éliminatoires | Séries éliminatoires | Séries éliminatoires |
| Saison     | Équipe                 | Ligue          | PJ  | B                | A                | Pts              | Pun              | PJ               | B | A                    | Pts                  | Pun                  |                      |                      |
| 1992-1993  | Blazers de Kamloops    | LHOu           | 1   | 0                | 0                | 0                | 0                | -                | - | -                    | -                    | -                    |                      |                      |
| 1993-1994  | Blazers de Kamloops    | LHOu           | 42  | 5                | 11               | 16               | 168              | 16               | 0 | 1                    | 1                    | 35                   |                      |                      |
| 1994       | Blazers de Kamloops    | Coupe Memorial | 3   | 0                | 2                | 2                | 0                | -                | - | -                    | -                    | -                    |                      |                      |
| 1994-1995  | Blazers de Kamloops    | LHOu           | 63  | 10               | 35               | 45               | 125              | 18               | 0 | 7                    | 7                    | 21                   |                      |                      |
| 1995       | Blazers de Kamloops    | Coupe Memorial | 4   | 1                | 3                | 4                | 0                | -                | - | -                    | -                    | -                    |                      |                      |
| 1995-1996  | Blazers de Kamloops    | LHOu           | 65  | 14               | 55               | 69               | 114              | 13               | 2 | 10                   | 12                   | 29                   |                      |                      |
| 1996-1997  | K-Wings du Michigan    | LIH            | 69  | 2                | 6                | 8                | 77               | 4                | 0 | 1                    | 1                    | 2                    |                      |                      |
| 1997-1998  | K-Wings du Michigan    | LIH            | 60  | 6                | 27               | 33               | 104              | 4                | 0 | 4                    | 4                    | 14                   |                      |                      |
| 1997-1998  | Stars de Dallas        | LNH            | 4   | 0                | 1                | 1                | 2                | -                | - | -                    | -                    | -                    |                      |                      |
| 1998-1999  | K-Wings du Michigan    | LIH            | 67  | 8                | 21               | 29               | 95               | -                | - | -                    | -                    | -                    |                      |                      |
| 1998-1999  | Stars de Dallas        | LNH            | 14  | 1                | 2                | 3                | 19               | 8                | 0 | 1                    | 1                    | 4                    |                      |                      |
| 1999-2000  | Stars de Dallas        | LNH            | 60  | 3                | 1                | 4                | 50               | -                | - | -                    | -                    | -                    |                      |                      |
| 2000-2001  | Stars de Dallas        | LNH            | 80  | 4                | 10               | 14               | 76               | 10               | 1 | 0                    | 1                    | 4                    |                      |                      |
| 2001-2002  | Stars de Dallas        | LNH            | 66  | 1                | 6                | 7                | 40               | -                | - | -                    | -                    | -                    |                      |                      |
| 2002-2003  | Lightning de Tampa Bay | LNH            | 70  | 1                | 14               | 15               | 46               | 9                | 0 | 1                    | 1                    | 2                    |                      |                      |
| 2003-2004  | Lightning de Tampa Bay | LNH            | 79  | 5                | 14               | 19               | 24               | 18               | 0 | 2                    | 2                    | 6                    |                      |                      |
| 2004-2005  | Brahmas de Fort Worth  | LCH            | 16  | 3                | 5                | 8                | 33               | -                | - | -                    | -                    | -                    |                      |                      |
| 2005-2006  | Islanders de New York  | LNH            | 57  | 1                | 12               | 13               | 32               | -                | - | -                    | -                    | -                    |                      |                      |
| 2005-2006  | Devils du New Jersey   | LNH            | 18  | 1                | 7                | 8                | 8                | 9                | 0 | 0                    | 0                    | 4                    |                      |                      |
| 2006-2007  | Devils du New Jersey   | LNH            | 75  | 4                | 8                | 12               | 36               | 11               | 0 | 1                    | 1                    | 2                    |                      |                      |
| 2007-2008  | Lightning de Tampa Bay | LNH            | 59  | 1                | 6                | 7                | 20               | -                | - | -                    | -                    | -                    |                      |                      |
| 2008-2009  | Sharks de San José     | LNH            | 58  | 0                | 8                | 8                | 12               | 6                | 0 | 0                    | 0                    | 0                    |                      |                      |
| 2009-2010  | Stars du Texas         | LAH            | 29  | 3                | 15               | 18               | 10               | -                | - | -                    | -                    | -                    |                      |                      |
| 2009-2010  | Canucks de Vancouver   | LNH            | 13  | 1                | 1                | 2                | 4                | -                | - | -                    | -                    | -                    |                      |                      |
| 2010-2011  | Stars du Texas         | LAH            | 67  | 4                | 23               | 27               | 59               | 6                | 1 | 0                    | 1                    | 2                    |                      |                      |
| 2010-2011  | Stars du Dallas        | LNH            | 5   | 0                | 0                | 0                | 0                | -                | - | -                    | -                    | -                    |                      |                      |
| 2011-2012  | Stars du Texas         | LAH            | 67  | 4                | 22               | 26               | 40               | -                | - | -                    | -                    | -                    |                      |                      |
| Totaux LNH | Totaux LNH             | Totaux LNH     | 658 | 23               | 90               | 113              | 369              | 71               | 1 | 5                    | 6                    | 22                   |                      |                      |